# Kanadischer Dollar

Wechselkurs zwischen Euro und kanadischem Dollar seit 1999

Der kanadische Dollar (englisch Canadian dollar, französisch dollar canadien) ist die Währung Kanadas.
Ein Dollar ist in 100 Cents unterteilt. Er wird von der Bank von Kanada ausgegeben.
Durch den Uniform Currency Act / Loi sur l'uniformité de la monnaie im April 1871 wurde der Dollar in Kanada eingeführt. Die kanadischen Provinzen erhielten so eine einheitliche Währung.
Der kanadische Dollar war bis zum 10. April 1933 mit Gold gedeckt.
In der englischen Umgangssprache heißt der kanadische Dollar buck (eng.) (unsicher von buck(skin) = Ziegenbock(leder) als frühem Tauschgut abstammend). In der französischen Umgangssprache heißt er piastre, nach dem Piaster, der vom 17. bis zum 19. Jahrhundert parallel zur lokalen Währung benutzt wurde. Ein weiterer Name ist loonie (eng.) oder huard (frz.), womit sowohl die Ein-Dollar-Münze als auch metonymisch die Währung insgesamt gemeint ist. Der Name leitet sich von der Abbildung eines Eistauchers (englisch loon, französisch huard) auf der Rückseite der Münze ab. Die Münzen werden von dem öffentlichen Unternehmen Royal Canadian Mint/Monnaie royale canadienne geprägt, Banknoten werden von den Unternehmen Canadian Bank Note Company und BA International Inc (ehem. British American Banknote Company Ltd) hergestellt.
Eine Besonderheit gibt es bei der Zwei-Dollar-Münze (auch toonie genannt). Münzen, welche 2017 geprägt wurden, zeigen auf einer Seite ein Nordlicht, welches bei Dunkelheit tatsächlich leuchtet.

## Münzen
Die Kursmünzen des kanadischen Dollars werden seit 1973 in Winnipeg  in den beiden Landessprachen Englisch und Französisch geprägt und von der Königlich Kanadischen Münze herausgegeben. Das frühere kanadische Staatsoberhaupt, Königin Elisabeth II., zierte die Vorderseite aller Münzen. Seit ihrem Tod ist das nachfolgende Staatsoberhaupt, König Charles, abgebildet. Zu beachten ist, dass die 50-Cent-Stücke praktisch nicht mehr im Umlauf zu finden sind.
| Wert | Bezeichnung                           | Zusammensetzung                                  | Vorderseite   | Rückseite             | Gewicht | Durchmesser | Dicke   | Umlauf              |
| ---- | ------------------------------------- | ------------------------------------------------ | ------------- | --------------------- | ------- | ----------- | ------- | ------------------- |
| 1 ¢  | engl. (ugs.) Penny frz. Cent oder Sou | 94 % St, 1,5 % Ni, 4,5 % Cu (Oberfläche: Cu)     | Elisabeth II. | Ahornblatt            | 2,35 g  | 19,05 mm    | 1,45 mm | bis 4. Februar 2013 |
| 5 ¢  | engl. Nickel                          | 94,5 % St, 3,5 % Cu, 2 % Ni (Oberfläche: Ni)     | Elisabeth II. | Biber                 | 3,95 g  | 21,2 mm     | 1,76 mm | ja                  |
| 10 ¢ | engl. Dime                            | 92 % St, 5,5 % Cu, 2,5 % Ni (Oberfläche: Ni)     | Elisabeth II. | die Bluenose          | 1,75 g  | 18,03 mm    | 1,22 mm | ja                  |
| 25 ¢ | engl. Quarter                         | 94 % St, 3,8 % Cu, 2,2 % Ni (Oberfläche: Ni)     | Elisabeth II. | Karibu                | 4,4 g   | 23,88 mm    | 1,58 mm | ja                  |
| 50 ¢ | engl. Half Dollar                     | 93,15 % St, 4,75 % Cu, 2,1 % Ni (Oberfläche: Ni) | Elisabeth II. | Wappen Kanadas        | 6,9 g   | 27,13 mm    | 1,95 mm | selten              |
| 1 $  | engl. Loonie frz. Huard oder Piasse   | 91,5 % Ni 8,5 % Bronze (Oberfläche: Bronze)      | Elisabeth II. | Eistaucher engl. Loon | 7 g     | 26,5 mm     | 1,75 mm | ja                  |
| 2 $  | engl. Toonie                          | Ring: 99 % Ni Kern: 92 % Cu, 6 % Al, 2 % Ni      | Elisabeth II. | Eisbär                | 7,3 g   | 28 mm       | 1,8 mm  | ja                  |

1-Cent-Münze:
Die Prägung von 1-Cent-Münzen wurde per Haushaltsgesetz vom 29. März 2012 im April 2012 eingestellt, die Ausgabe am 4. Februar 2013.
Die umgangssprachliche Bezeichnung Penny geht auf die englische Währung zurück.
Im heutigen Gebiet von Kanada wurde mit Einführung einer dezimalen Währung 1858 erstmals eine „ONE CENT“ Münze (Kupfer) verwendet. In Kanada selbst geprägt wurden 1-Cent-Münzen ab 1908, in Summe 35 Milliarden (94.000 Tonnen), die Hälfte davon in den letzten zwei Jahrzehnten. Ihre Form wurde schrittweise kleiner und leichter gestaltet, während der Realwert durch die Inflation sank. Den höchsten Sammlerwert von rund 1000 Dollar haben seltene 1-Cent-Münzen, die 2006 versuchsweise mit Kupferplattierung auf Zinkkern geprägt wurden (mit Prägezeichen „P“ für plated, nichtmagnetisch), während Folgeserien einen Eisenkern erhielten.
Die Produktion allein kostete zuletzt 1,6 Cent pro Stück und elf Millionen Dollar pro Jahr (660 Millionen Stück 2011). Die Einstellung erfolgt im Zuge budgetären Sparens und soll dem Handel wie Privaten den Handling-Aufwand ersparen. Bargeld-Transaktionen werden auf den nächsten vollen 5-Cent-Betrag ab- oder aufgerundet. Wohltätige Organisationen könnten mitwirken, die Cents einzusammeln. Die 1-Cent-Münzen bleiben aber bis auf Weiteres gültiges Zahlungsmittel.
Eine Million „letzte“ 1-Cent-Münzen werden Sammlern angeboten. Die Prägung der allerletzten erfolgte am 4. Mai 2012 in Winnipeg auf Knopfdruck durch den Finanzminister, sie geht ins Currency Museum der Bank of Canada in Ottawa.

## Banknoten
Für die Ausgabe der Banknoten, die in Ottawa gedruckt werden, ist – im Gegensatz zu den Münzen – die Bank of Canada verantwortlich. Die Noten werden von der Canadian Bank Note Company (vormals British North American Bank Note Company) gedruckt. Seit November 2011 werden die Noten aus Kunststoff (Polymer) hergestellt.
| Wert | Farbe   | Vorderseite   | Rückseite | Hologram                          | Bemerkung                                              |
| ---- | ------- | ------------- | --- | --------------------------------- | ------------------------------------------------------ |
| 10 $ | Violett | Viola Desmond | Eine Abbildung des Canadian Museum for Human Rights und ein Auszug aus der „Canadian Charter of Rights and Freedoms“. | Halbkreis „Library Of Parliament“ | Die Banknote und der Aufdruck sind vertikal gestaltet. |

| Wert  | Farbe   | Vorderseite                 | Rückseite | Hologrammstreifen        |
| ----- | ------- | --------------------------- | --- | ------------------------ |
| 5 $   | Blau    | Wilfrid Laurier             | Kanadas Beiträge zur Internationalen Raumstation: das als Canadarm2 bekannte Remote Manipulator System und der Special Purpose Dexterous Manipulator Dextre.                                                     | West Block               |
| 10 $  | Violett | John Macdonald              | The Canadian (französisch: Le Canadien), ein transkontinentaler Reisezug, der zwischen Toronto und Vancouver verkehrt, und der die 1880 vollendete Verbindung zwischen Kanadas Ost- und Westküsten symbolisiert. | Parlamentsbibliothek     |
| 20 $  | Grün    | Elisabeth II.               | Kanadisches Kriegerdenkmal in Vimy, Frankreich, das an die Schlacht von Vimy (1917) erinnert, die als eines der identitätsstiftenden Ereignisse der Nation gilt.                                                 | Peace Tower              |
| 50 $  | Rot     | William Lyon Mackenzie King | Eisbrecher und arktisches Forschungsschiff CCGS Amundsen der kanadischen Küstenwache. | Parliament Hill (Ottawa) |
| 100 $ | Braun   | Robert Borden               | Forscherin am Mikroskop und Insulinflasche, die auf die Entdeckung des Insulins beim Menschen durch Frederick Banting und Charles Best hinweist.                                                                 | East Block               |

| Wert  | Farbe   | Vorderseite                                 | Rückseite |
| ----- | ------- | ------------------------------------------- | --- |
| 5 $   | Blau    | Wilfrid Laurier und West Block              | Kinder, die Eishockey und andere Wintersportarten spielen; Auszug aus dem Werk Le chandail de hockey von Roch Carrier                     |
| 10 $  | Violett | John Macdonald und Parlamentsbibliothek     | Friedenstruppen und Kriegsdenkmal; Auszug aus dem Gedicht In Flanders Fields von John McCrae                                              |
| 20 $  | Grün    | Elisabeth II. und Centre Block              | Kunstwerk von Bill Reid; Auszug aus der Novelle The Hidden Mountain von Gabrielle Roy.                                                    |
| 50 $  | Rot     | William Lyon Mackenzie King und Peace Tower | The Famous Five (historische kanadische Frauenrechtlerinnen) und Thérèse Casgrain; Zitat aus der Allgemeinen Erklärung der Menschenrechte |
| 100 $ | Braun   | Robert Borden und East Block                | Moderne und historische Landkarten Kanadas; Auszug aus dem Gedicht Jacques Cartier in Toronto von Miriam Waddington                       |

| Wert     | Farbe             | Vorderseite                    | Rückseite                                                                          |
| -------- | ----------------- | ------------------------------ | ---------------------------------------------------------------------------------- |
| 2 $      | Terrakotta        | Elisabeth II.                  | Wanderdrossel (eng. robin, frz. merle d’Amérique)                                  |
| 5 $      | Blau              | Wilfrid Laurier                | Gürtelfischer (lat.: Ceryle alcyon, eng.: belted kingfisher, frz.: martin-pêcheur) |
| 10 $     | Violett           | John Macdonald                 | Fischadler (eng. osprey, frz. balbuzard)                                           |
| 20 $     | Grün              | Elisabeth II.                  | Eistaucher (eng. common loon, frz. huard à collier)                                |
| 50 $     | Rot               | William Lyon Mackenzie King    | Schneeeule (eng. snowy owl, frz. chouette harfang)                                 |
| 100 $    | Braun             | Robert Borden und Centre Block | Kanadagans (eng. canada goose, frz. bernache du Canada)                            |
| 1000 $ * | Rötliches Violett | Elisabeth II.                  | Hakengimpel (engl. Pine grosbeak, frz. gros-bec des pins)                          |

Alle Scheine der seit 1954 herausgegebenen Serien haben die Maße 152,4 × 69,85 mm (6 × 2 ¾ Zoll).